# Mopsos
Mopsos (latinsky Mopsus) je v řecké mytologii jméno dvou postav.

## Mopsos - věštec
Proslulý věštec, syn thébské věštkyně Mantó a vnuk slavného věštce Teiresia. Proslul mimo jiné také tím, že se zúčastnil výpravy Argonautů do daleké Kolchidy pro zlaté rouno. Na této cestě Mopsos:
- poskytl vůdci Iásonovi významné rady pro cestu tam i zpět k domovu. Např. po nešťastném boji s Doliony a smrti jejich krále Kyzika přišly silné bouře a větry, znemožňující plavbu. Mopsos porozuměl zpěvu ledňáčka a předpověděl uklidnění moře i větru a poradil obětovat bohům. Poté výprava mohla pokračovat dál.
- v Kolchidě poradil Iásonovi, aby se spojil s Médeiou, která mu svými kouzly pomůže získat zlaté rouno.

Mopsos byl také jmenován jako jeden z účastníků kalydónského honu. Největšího věhlasu však dosáhl tím, že zvítězil ve střetnutí s proslulým věštcem řeckých vojsk u Tróje, Kalchantem. Kalchás byl vážený, proslulý, slavný věštec, který dokázal vysvětlit i ty nejsložitější jevy a okolnosti. Po své prohře s Mopsem se prý Kalchás utrápil až k smrti. Ta mu
ostatně byla již dávno předpovězena do všech podrobností.
Místem setkání obou věštců byla Malá Asie, země zvaná Kilikie. Tudy se prý Kalchás vracel pěšky z války do vlasti. Při návratu pak tu Mopsos založil několik měst, mimo jiné i Mopsuhestii, čili „Mopsův krb“ (turecky zvaná Misis).

## Mopsos - Lapitha
Jiný Mopsos z kmene Lapithů se stal zakladatelem města Mopsyónu na svazích hor blízko Olympu.